# 維羅納 (紐約州)
維羅納（英語：Verona）是一個位於美國紐約州奧奈達縣的鎮。

## 人口
根據2020年美國人口普查的數據，維羅納的面積為180.30平方千米，當中陸地面積為179.36平方千米，而水域面積為0.94平方千米。當地共有人口5974人，而人口密度為每平方千米33人。